# 高速長田駅
高速長田駅（こうそくながたえき）は、兵庫県神戸市長田区北町一丁目にある、阪神電気鉄道（阪神）神戸高速線の駅。駅番号はHS 38。

## 概要
当駅前後の区間は、神戸高速鉄道が第三種鉄道事業者の「東西線」として施設を保有しており、阪神電気鉄道が第二種鉄道事業者として営業を行っている。
かつて神戸高速鉄道が直接運営していた名残から、駅名に「高速」を冠している。 2010年の駅案内板等のリニューアル以後、駅出入口の案内板等では神戸高速鉄道の文字は一切なく、「阪神 神戸高速線（HANSHIN KOBEKOSOKU LINE）」と表記されている。同時にリニューアル前のホーム駅名標に記載されていた「長田神社前」という副駅名は表示を取りやめ、駅入り口の標記や駅到着時のアナウンスのみとしている。

### 接続路線
当駅は下記の路線との乗り換えが可能となっている。なお、神戸電鉄の長田駅も長田区にあるが、当駅より大きく離れた位置にあるためこの路線へ乗り換えることはできない。
- 神戸市営地下鉄
  - 西神・山手線 - 長田駅（副駅名：長田神社前）

## 歴史
- 1968年（昭和43年）4月7日：神戸高速鉄道の開通と同時に開業[1]。
当駅開業前日までは、当駅から約100 m西側の地上に、山陽電気鉄道本線の長田駅があった。
- 1986年（昭和61年）12月31日：自動改札機導入。
- 1995年（平成7年）
  - 1月17日：阪神・淡路大震災により被災。営業休止となる[注釈 1]。
  - 6月18日：当駅 - （山陽）西代駅間運転再開に伴い営業再開[3][注釈 2]。
  - 8月13日：新開地駅 - 当駅間が開通し、神戸高速全線の運転が再開となる[3]。
- 1999年（平成11年）12月1日：地元住民の長年の要求を受けて、「長田神社前」という副駅名を追加（同日、市営地下鉄長田駅でも同様の処置がなされる）。
- 2009年（平成21年）6月1日：バリアフリーに対応した東コンコース・東出口が完成し、使用を開始[1]。同時に既設のコンコース・出口を西コンコース・西出口に改称。
- 2010年（平成22年）10月1日：この日までに駅名標を阪神電気鉄道が採用しているデザインに変更（これにより副駅名「長田神社前」の表記を廃止）[4]。あわせて山陽電気鉄道と阪急電鉄の第二種鉄道事業廃止。山陽電気鉄道の列車の乗り入れおよび同社乗務員の阪神車への乗務は継続[5]。
- 2014年（平成26年）4月1日：駅ナンバリングが導入される[6]。

## 駅構造
相対式ホーム2面2線を有する地下駅である。改札口・コンコースは地下1階、ホームは地下2階にある。改札口は東コンコースと西コンコースの計2か所。なお、神戸市営地下鉄長田駅とは西コンコースから続く改札外の地下連絡通路でつながっているが、双方の改札口まで200 m程あり、地下鉄への乗り換えは山陽電気鉄道区間に入った板宿駅の方が容易である。ただし、高速神戸駅方面と地下鉄名谷駅方面の場合は当駅で乗り換えた方が運賃は割安である。
上記の通り、1968年4月6日までは位置的に当駅に相当する長田駅と板宿駅～姫路駅の各駅間は山陽の運賃のみで利用出来たが、神戸高速鉄道開業後は西代駅を境に会社間を跨ぐ形となった為、現在の運賃は山陽の運賃+神戸高速の初乗り運賃と割高である。
国土交通省の計画のもと、2006年末から、エレベーターやオストメイト対応多機能トイレを設置するバリアフリー化工事が開始され、2009年6月1日に上記を備えた東コンコース、東出口が完成し使用を開始した。当駅は、従来プラットホームからの避難経路が1か所しかなく防災上問題のある地下駅だったことから、既存のコンコース（現・西コンコース）のやや東よりに東コンコースを新設することで、バリアフリー化と出火対策を解決することとなった。なお、この工事は阪神・淡路大震災で陥没した大開駅の復旧工事を除けば、神戸高速線内ではじめての大規模な改良工事となった。
同時に、従来対応していなかった阪神なんば線九条 - 大阪難波間の連絡乗車券が東コンコースのタッチパネル式自動券売機で発券できるようになり、後に西コンコースでもタッチパネル式自動券売機に置き換えられたため大阪難波駅までの乗車券が購入できるようになった。

### のりば
| 番線 | 路線        | 方向 | 行先                                                                               |
| ---- | ----------- | ---- | ---------------------------------------------------------------------------------- |
| 1    | ■神戸高速線 | 上り | 三宮・尼崎・大阪（梅田）・難波・奈良・宝塚・京都方面 ■神戸電鉄線（新開地のりかえ） |
| 2    | ■神戸高速線 | 下り | 明石・姫路方面                                                                     |

※のりば番号は構内に設置された駅構内図や、スマートフォン向けアプリ「阪神アプリ」の行先表示機能で記載されているのみである。

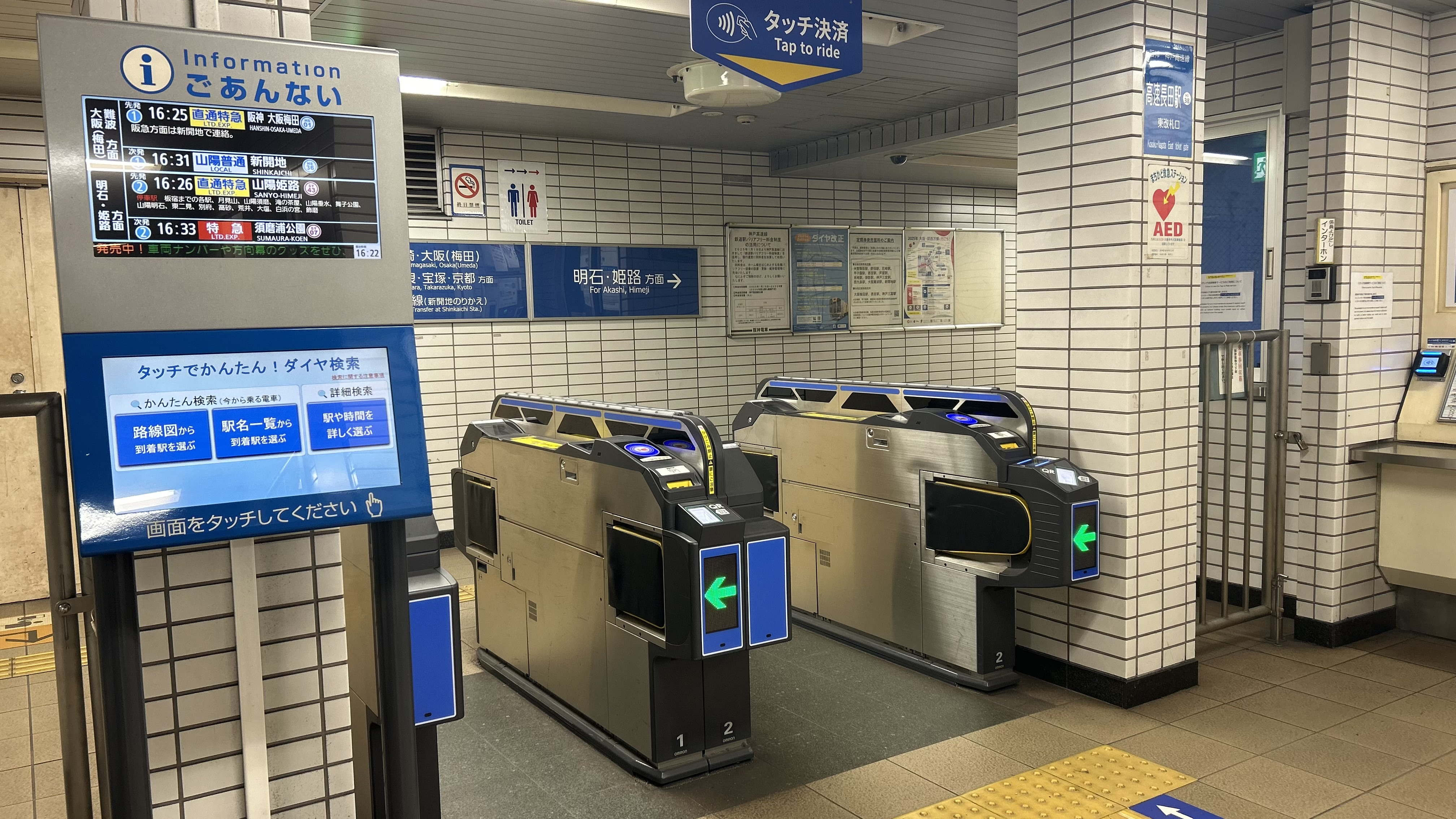
東改札口
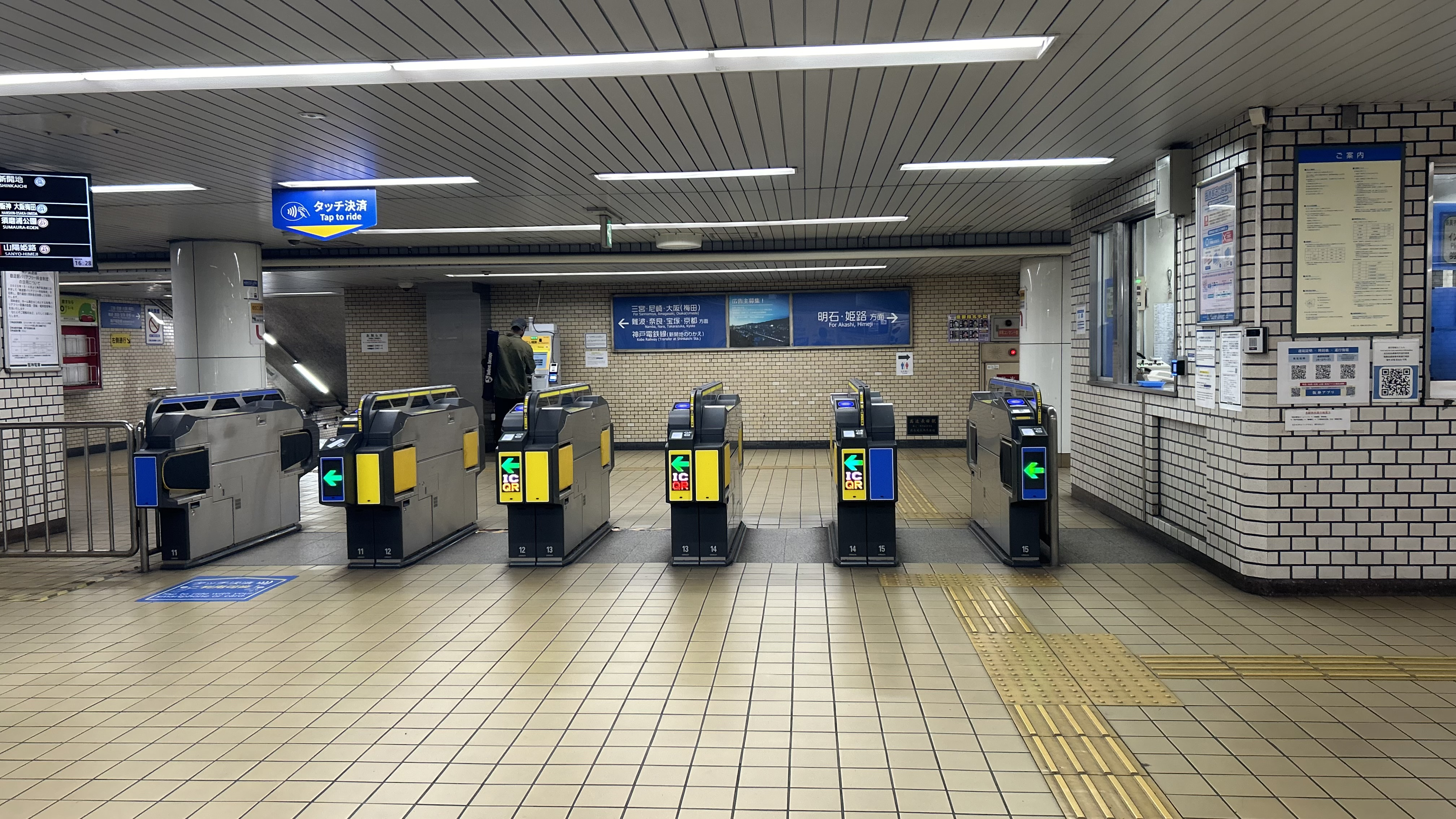
西改札口
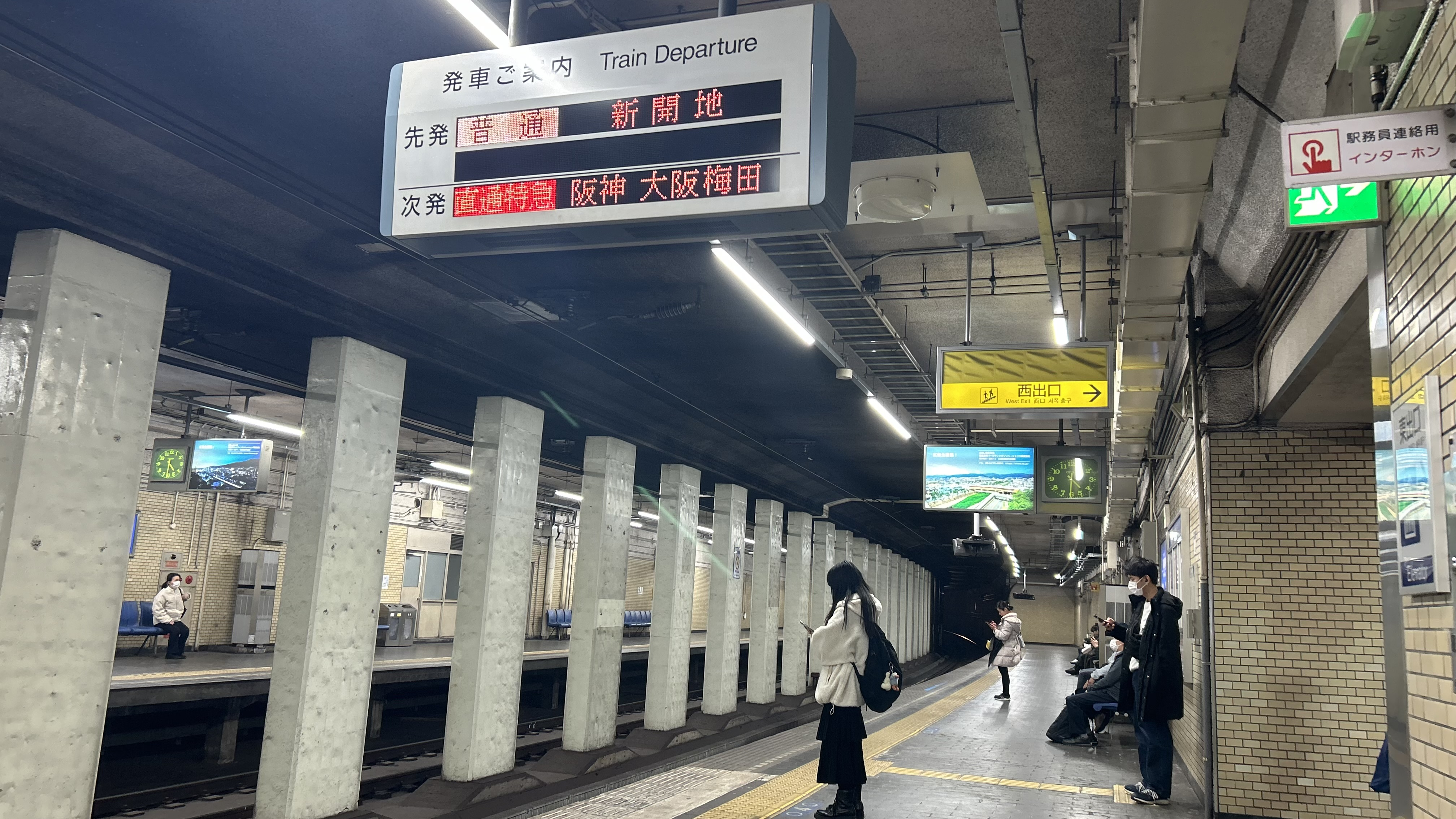
大阪方面ホーム
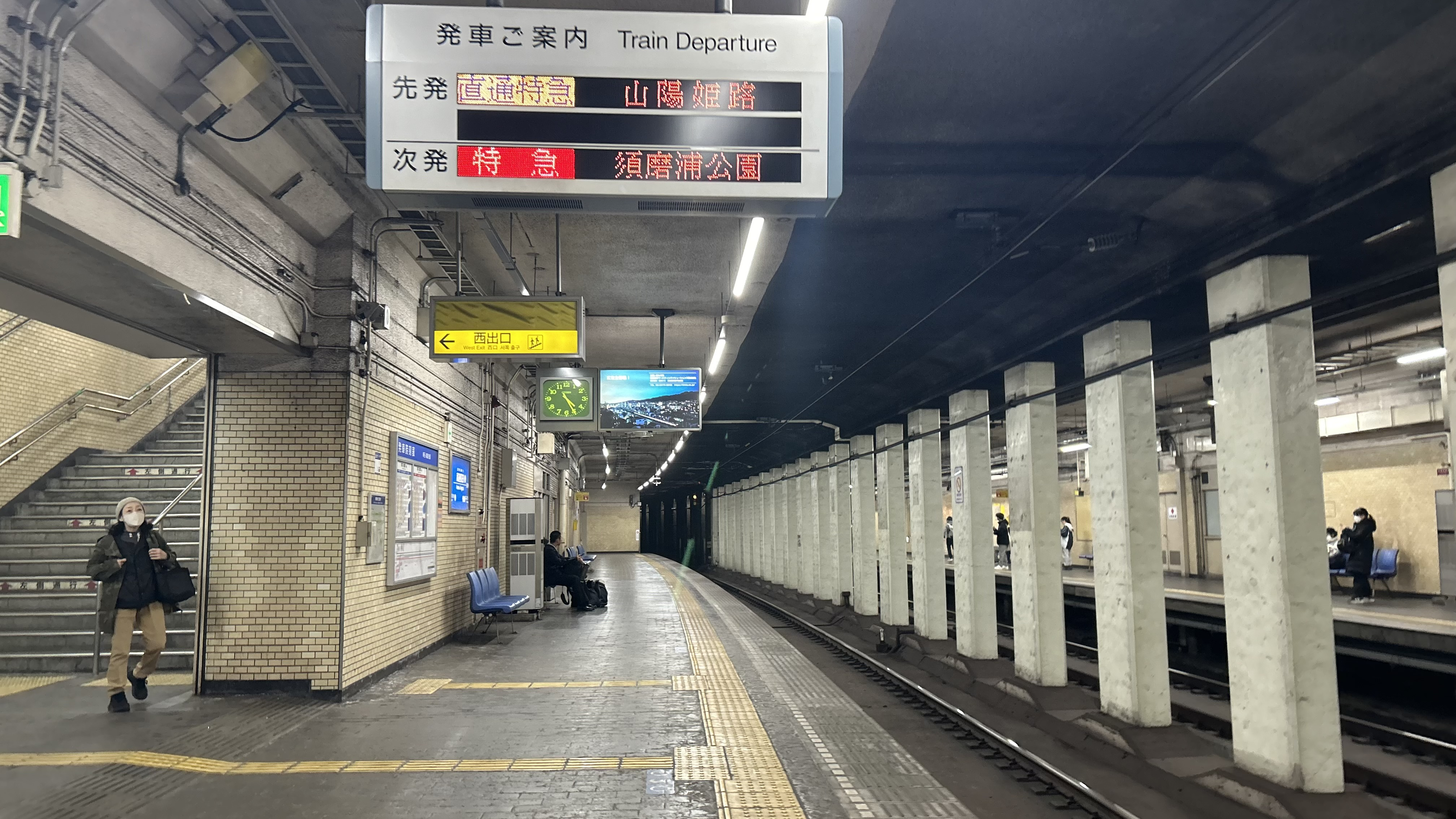
西代方面ホーム
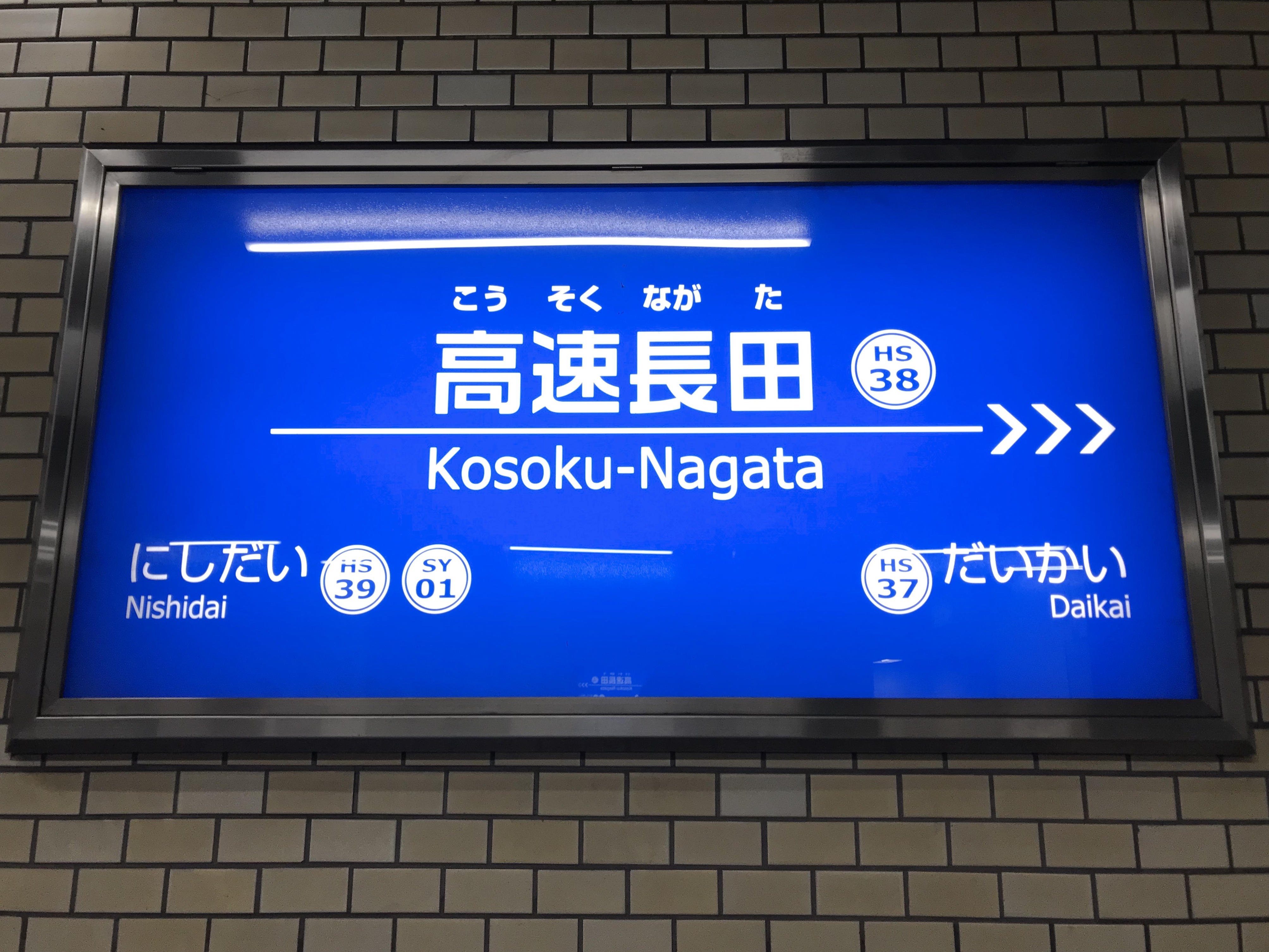
駅名標（駅ナンバリング導入以降）
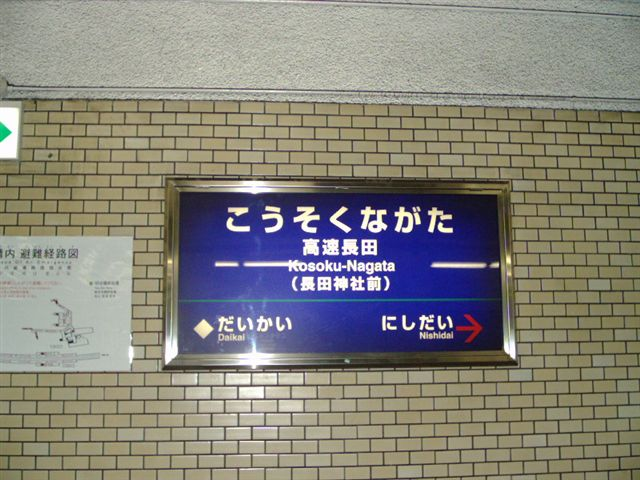
駅名標（2010年9月まで）

## 利用状況
近年の1日平均乗車人員は下表のとおりである。
| 年度               | 1日平均 乗車人員 |
| ------------------ | ---------------- |
| 2007年（平成19年） | 8,309            |
| 2008年（平成20年） | 8,740            |
| 2009年（平成21年） | 8,882            |
| 2010年（平成22年） | 7,986            |
| 2011年（平成23年） | 8,945            |
| 2012年（平成24年） | 9,099            |
| 2013年（平成25年） | 9,748            |
| 2014年（平成26年） | 9,534            |
| 2015年（平成27年） | 8,710            |
| 2016年（平成28年） | 9,356            |
| 2017年（平成29年） | 9,655            |
| 2018年（平成30年） | 9,816            |
| 2019年（令和元年） | 9,973            |
| 2020年（令和02年） | 7,614            |
| 2021年（令和03年） | 8,523            |
| 2022年（令和04年） | 9,219            |

## 駅周辺
- 長田神社
- 高速長田ステーションビル - 駅の東改札口へのエレベーターが設置されている。
- 山陽長田ビル - 駅の西改札口へのエレベーターが設置されている。エレベーターは1FとBFのみで2F以上は入居が無いため通過。現在はコメダ珈琲しか入居していない。

公的施設など
- 神戸市長田区役所[1]
- 兵庫県長田警察署[1]
- 神戸市長田消防署[1]
- 長田税務署
- 神戸長田神社通郵便局
- 神戸御蔵郵便局

学校
- 彩星工科高等学校（旧神戸村野工業高等学校）
- 兵庫県立兵庫高等学校・兵庫県立湊川高等学校（2校で校舎を共用）
- 兵庫県立長田高等学校・兵庫県立長田商業高等学校・兵庫県立青雲高等学校（3校で校舎を共用）
- 阪神自動車航空鉄道専門学校
- 神戸教育短期大学（旧・神戸学院女子短期大学→神戸学院大学法科大学院の校舎を転用）

医療機関
- 神戸市立医療センター西市民病院
- 兵庫病院
- 公文病院
- 神戸大山病院
(旧:佑康病院→神戸ゆうこう病院)
- 吉田病院

商業施設
- 長田神社前商店街
- ライフ長田店
- ダイエーグルメシティ長田店

金融機関
- 姫路信用金庫神戸西支店

その他
- 神戸長田出入口

### バス路線
神戸市バス 地下鉄長田駅前停留所
- 3　名倉町・夢野回り吉田町方面
- 3　和田岬回り吉田町方面
- 4　大日丘住宅前
- 4　兵庫駅前経由神戸駅前
- 6　重池町・房王寺町経由夢野方面
- 6　兵庫駅前経由松原通5丁目
- 9　大学病院経由神戸駅前
- 9　吉田町
- 13　板宿経由新長田駅#バス路線
- 13　兵庫駅前
- 17　新長田駅・駒ヶ林町経由二葉町
- 17　しあわせの村
- 95　西代・新長田駅経由神戸駅前
- 96　兵庫駅前・七宮町経由神戸駅前
- 96　東尻池2丁目経由新長田駅

## 特記事項
- 自動体外式除細動器 (AED) が設置されている。

## 隣の駅
阪神電気鉄道
神戸高速線
■直通特急（種別幕が赤）
新開地駅 (HS 36) - 高速長田駅 (HS 38) - 板宿駅 (SY 02)
■直通特急（種別幕が黄■（神戸三宮駅 - 板宿駅間の各駅に停車））・■特急・■S特急・■普通
大開駅 (HS 37) - 高速長田駅 (HS 38) - 西代駅 (HS 39)